# Chiesa della Beata Vergine del Rosario (Polesella)
La basilica della Beata Vergine Maria del Rosario è una chiesa sita a Polesella, affacciata a via don Minzoni, direttiva che da nord arriva al centro del paese verso l'argine polesano del Po.
Edificata nel 1737 ed intitolata alla Madonna del Rosario è, nella suddivisione territoriale della chiesa cattolica, collocata nella Diocesi di Adria-Rovigo, sede della parrocchia di Polesella ed è elevata a titolo di arcipretale e basilica minore.
Costruita dinanzi alla scomparsa Fossa Polesella, si trova sotto il piano stradale, al quale è collegata tramite una scalinata impreziosita da statue a tema religioso, e conserva al suo interno pale d'altare di scuola veneziana oltre ad altre opere d'arte di buona fattura e arredamenti sacri di valore storico.
Sempre al suo interno è collocato un organo a doppia tastiera realizzato da Gaetano Callido nel 1797, numero d'opera sconosciuto, il quale grazie al suo ottimo stato di conservazione è strumento più volte utilizzato in ambito concertistico.

## Campane
Il campanile, leggermente pendente, ospita un concerto di 6 campane totali. La campana maggiore, insieme alla sesta campana, sono superstiti del concerto originario, fuso dalla fonderia Colbachini Padova nel 1863. Di queste, la sesta non è elettrificata e non viene utilizzata al momento. Le altre campane sono restituzioni belliche del 1948 della fonderia Pietro Colbachini di Bassano del Grappa.